# Холлидей, Фредерик
Фредерик Уильям Маки Холлидей (англ. Frederick William Mackey Holliday; 22 февраля 1828 — 29 мая 1899) — американский юрист, военный, участник Гражданской войны, конгрессмен и 38-й губернатор Вирджинии от Демократической партии.

## Ранние годы
Холлилдей происходил из семьи ирландского происхождения. Его дед, Уильям Холлидей, родился в Северной Ирландии и переехал в Америку вместе с родителями  возрасте 14 лет. Он жил в Пенсильвании, затем переехал в Винчстере и женился в Балтиморе на миссис Блэр. Он стал успешным торговцем, а его сын, Ричард Холлидей (1799–1880) стал известным в Винчестере медиком. Он женился на Мэри Тейлор (1802–1873), дочери Самуэля Тейлора, который был семейным врачом резидента Вашингтона. Фредерик родился в их семье в 1828 году. Он обучался в Винчестерской академии, а затем поступил в Йельский университет, который окончил с отличием в 1847 году. Затем он поступил в Вирджинский университет, где изучал право, политическую экономию и философию. В 1861 году он стал верховным прокурором округа Фредерик.

## Гражданская война
Как только началась Гражданская война, Холлидей сразу отправился в Харперс-Ферри, где стал адъютантом при генерале Карсоне. 26 апреля он лично арестовал федерального генерала Уильяма Харни, который оказался в Харперс-Ферри по пути в Вашингтон. Затем Холлидей вернулся в Винчестер, где стал капитаном роты Mountain Rangers. Эта рота была принята на службу в армию Вирджинии 10 мая. Во время первого сражения при Булл-Ран рота стояла в Винчестере, и прибыла в Манассас 23 июля. 26 июля рота была принята на службу в армию Конфедерации сроком на год, и включена в 33-й Вирджинский пехотный полк.
Холлидей командовал ротой до апреля 1862 года, когда полковник Каммингс подал в отставку из-за разногласий с генералом Томасом Джексоном. 21 апреля майор Эдвин Грей Ли стал подполковником, а Холлидей был повышен в звании до майора. В этом звании он прошёл все сражения кампании в долине Шенандоа и Семидневной битвы, и сражался в Сражении у Кедровой горы, где получит тяжёлое ранение, которое привело к ампутации правой руки.
Ранение сделало его непригодным к полевой службе и Холлидей вернулся в Винчестер. В 1864 году он победил Александра Ботелера на выборах в сенат Конфедерации и 11 февраля 1864 года стал членом палат представителей КША от Вирджинии.

## Семья
У Фредерика Холлидея был младший брат Самуэль Тейлор Холлидей (1836 - 1893), который стал медиком, впоследствии полковым врачом 31-го Врджинского полка ополчения, а с 1862 года - полковой врач 27-го Вирджинского пехотного полка.
У Фредерика был так же один сын, который умер в младенчестве.

### Статьи
- James Tice Moore, Of Cavaliers and Yankees: Frederick W. M. Holliday and the Sectional Crisis, 1845-1861, The Virginia Magazine of History and Biography Vol. 99, No. 3, "A Raft Which Will Never Sink": Virginians and the Defense of Republicanism (Jul., 1991), pp. 351–388